# Friedrich Schächter

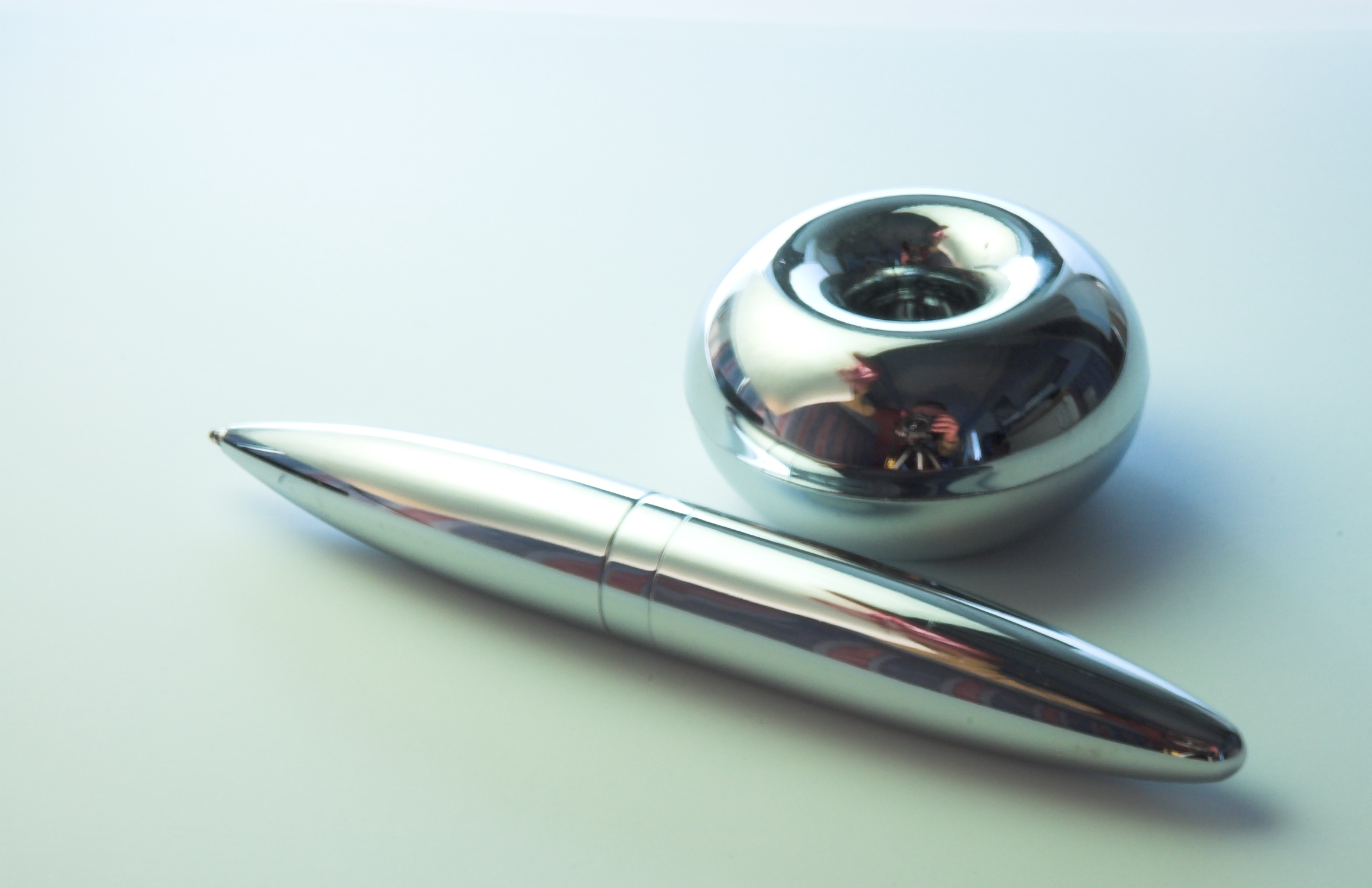
Space-pen

Friedrich Schächter (* 26. April 1924 in Wien; † 23. Mai 2002 ebenda) war ein österreichischer Erfinder. Er  entwickelte gemeinsam mit Paul C. Fisher den Weltraumkugelschreibers „Space Pen“.

## Leben
Nach der Volksschule sowie vier Klassen Realgymnasium in Wien war Schächter bis 1939 Schüler des Graphikers Victor Theodor Slama. Im April 1939 emigrierte er nach Stockholm und war dort Schüler des deutschen Grafikers Hugo Steiner-Prag und des schwedischen Malers Isaac Grünewald. Ab 1943 studierte er auch in Göteborg beim schwedischen Maler Ragnar Sandberg. In dieser Zeit war er auch als Volontär für Gebrauchsgrafik bei verschiedenen Druckereien und Werbeagenturen in Stockholm und Göteborg beschäftigt.
Ab 1947 schuf er die technischen Voraussetzungen zur Produktion von Kugelschreibern im Auftrag des Wiener Exilanten Eugen J. Spitzer. Daraus entstand 1948 gemeinsam mit Victor Reich die Firma Ballograf-Verken in Göteborg, deren Leiter der Entwicklung Friedrich Schächter bis 1951 war.
Ende 1948, unterstützte er während eines viermonatigen Aufenthalts in Wien Spitzer bei der Gründung der Firma J.E.S. Kugelschreiberfabrik, Wien.
Von 1951 bis 1952 war er an der Entwicklung einer Füllfeder für die Firma Ortho-Pen Co., Göteborg beteiligt. 1953 wurde er bis 1955 Leiter der mechanischen Versuchsabteilung bei der amerikanischen Kugelschreiberfabrik Paper-Mate in Culver City in Van Nuys, Kalifornien. Schächter arbeitete weiter bei verschiedenen Kugelschreiber-Herstellern im In- und Ausland (Ballograf-Verken, Paul C. Fisher in Berlin, „Schächter Research“ in Van Nuys, Kalifornien und J.E.S. Kugelschreiberfabrik, Wien.)
Nachdem Friedrich Schächter sich entschlossen hatte, endgültig nach Österreich zurückzukehren, gründete er 1962 die Firma MINITEK, Feinmechanische Produkte G.m.b.H. in Wien. Gegenstand der Firma war die Entwicklung von Spezialmaschinen für die Herstellung von Kugelschreiberminen.
Es gelang ihm, ein qualifiziertes Team aufzubauen und in kurzer Zeit mit der Erzeugung von Kugelschreiberminen zu beginnen. Diese Erzeugung erfolgte auf selbstgebauten Maschinen, deren Entwicklung schon bei der Firma Toroid S.A. in Lugano, wo Schächter vor seiner Übersiedlung nach Wien als Geschäftsführer und Konstrukteur von 1960 bis 1962 tätig war, begonnen hatte. Bereits bei der Firma Toroid hat der Wiener Mechanikermeister Erwin Rath die Entwicklungstätigkeit Schächters unterstützt. Um im In- und Ausland potentielle Kunden für die erzeugten Kugelschreiberspitzen und -minen zu gewinnen, wurden neuartige Mess- und Prüfgeräte entwickelt. 1963 wurden die ersten MINITEK-Maschinen für die labormäßige Prüfung der Qualität von Schreibgeräten („Kugelschreiber-Prüfmaschine“) verkauft. Unter den ersten Kunden befanden sich weltweit bekannte Fabriken wie Montblanc, Parker etc.
Mehrere patentierte Erfindungen von Friedrich Schächter, insbesondere sein USA-Patent 3,135,231 Spinner Head sowie seine Zusammenarbeit in Berlin und Van Nuys, Kalifornien, waren Grundlage für die Beteiligung des amerikanischen Kugelschreiberfabrikanten Paul C. Fisher an der Firma MINITEK ab 1965. Diese Zusammenarbeit (Entwicklung der Schreibspitze: Schächter, Tintenpaste: Fisher) führte zur Produktion des Weltraum-Kugelschreibers „Space Pen“, der im Jahr 1968 bei der Weltraumkonferenz in Wien vorgestellt wurde. Diesem Schreibgerät wurde international Interesse entgegengebracht, da es von den amerikanischen und russischen Weltraumfahrern verwendet wurde.
Die Prüfgeräte wurden an viele bedeutende Schreibgerätehersteller und auch an staatliche Prüfanstalten in verschiedenen Ländern geliefert. Heute wird die Qualität von ca. 60 Prozent der Weltproduktion von Kugelschreibern und ein großer Teil anderer Schreibgeräte auf MINITEK-Maschinen geprüft. Die Prüfmethode ist auch die Grundlage für offizielle Normen, wie z. B. einer DIN-Norm und einem British Standard.

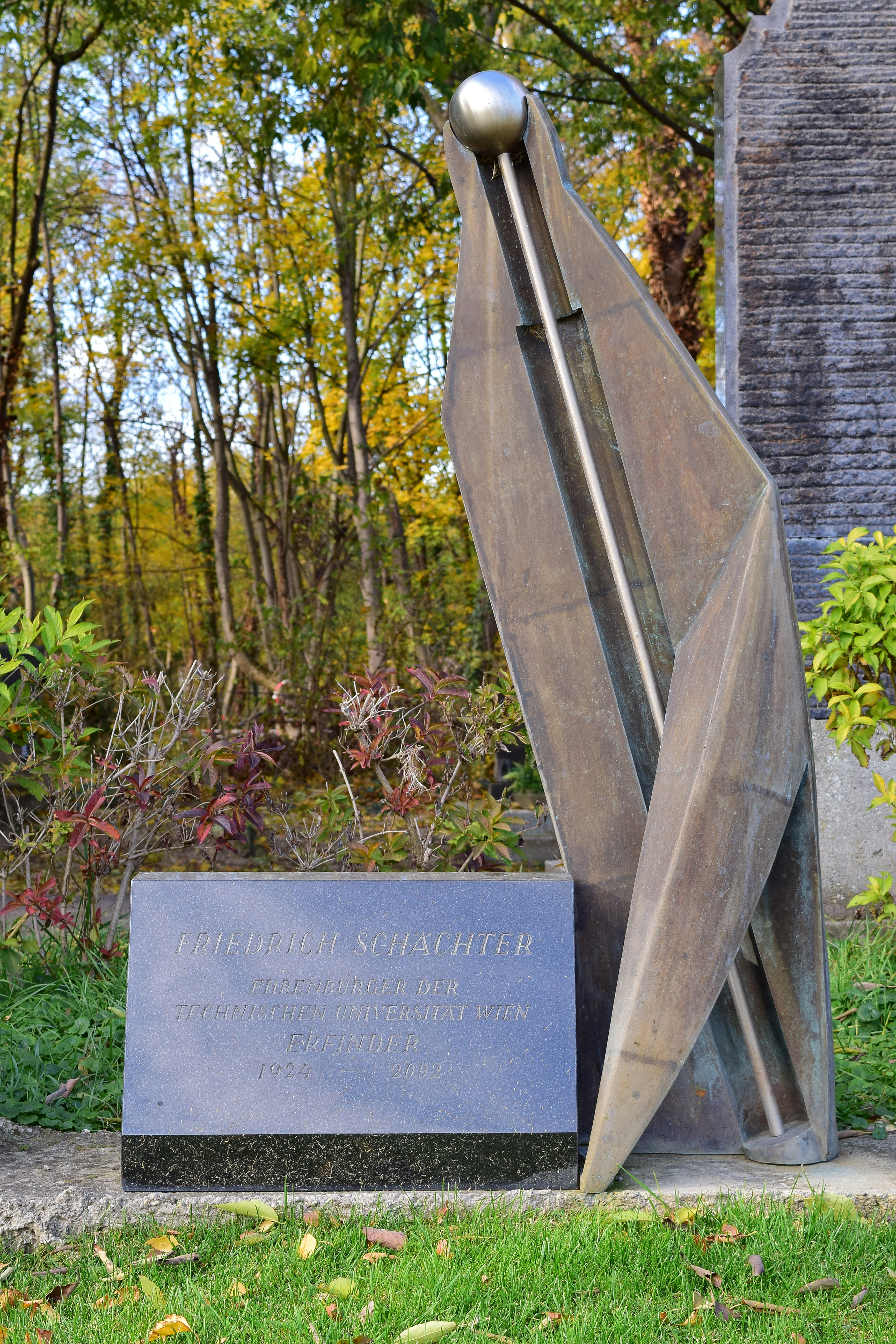
Grab von Friedrich Schächter

1971 wurde der französische Baron Marcel Bich, der Gründer des BIC-Konzerns, auf Schächter und sein Team aufmerksam. Er erwarb die Anteile Fishers an der Firma MINITEK, um dort neue Produkte entwickeln zu lassen. Im Jahr 2000 erfolgte die Gründung der Firma Schächter Ges.m.b.H. in Wien. Er arbeitete bis zuletzt am Prototyp einer neuen Kugelschreiberspitzen-Produktionsmaschine, die seine bisherigen Erkenntnisse zusammenfassen sollte. Dieses Projekt konnte nicht mehr realisiert werden, technische Pläne dazu sind vorhanden. 2002 am 23. Mai starb Friedrich Schächter in Wien. Er ist auf dem Ehrenhain des Zentralfriedhofs Wien (Gruppe 40, Grab 93; Skulptur von Gerhard Gutruf) bestattet.

### Weitere Patente
Hervorzuheben wären noch Schächters österreichische Patente:
- 387744 Rasiergerät und
- 373989 Gasfeuerzeug.

## Auszeichnungen
- 1995	Verleihung der Kaplan-Medaille
- 1995	Ehrenbürger der Technischen Universität Wien
- 1997	Goldenes Verdienstzeichen der Stadt Wien
- 2000	Verleihung des Professoren-Titels
- Ehrenmitglied der Forschungsgemeinschaft Ultrapräzisionstechnik am Fraunhofer Institut für Produktionstechnologie in Aachen
- Ehrenmitglied der Material Research Society, USA
- Ehrenmitglied der EUSPEN – European Society for Precision Engineering and Nano Technology